# Дідона, засновниця Карфагена
«Дідона, засновниця Карфагена», інша назва: «Дідона при заснуванні Карфагена, або Розквіт Карфагенської імперії» (англ. Dido building Carthage, or the rise of the Carthaginian Empire) — картина Вільяма Тернера, написана в 1815 році. З 1856 зберігається в Національній галереї.

## Сюжет
Сюжет взято з «Енеїди» Вергілія. Дідона, сестра Пігмаліона, царя тирійців, і дружина Сіхея, втакла до Лівії після того, як зазнала поразки у боротьбі за владу. Тут, згідно з легендою, вона заснувала місто Карфаген. Тернер часто звертався до класичних сюжетів, а історія Дідони й Енея була однією з його улюблених: вже перед самою смертю він завершив чотири картини на цю тему.
Картина «Дідоні» особливо яскраво демонструє ідеалістичний підхід до відображення світу в мистецтві, що сформувався у художника під впливом Рейнолдса, лекції якого Тернер відвідував у Королівській академії.
Вірний своїм переконанням, що живописний твір має нести заряд повчальності, художник протиставляє кипіння життя міста і смерть — у правій частині картини зображено гробницю Сіхея.

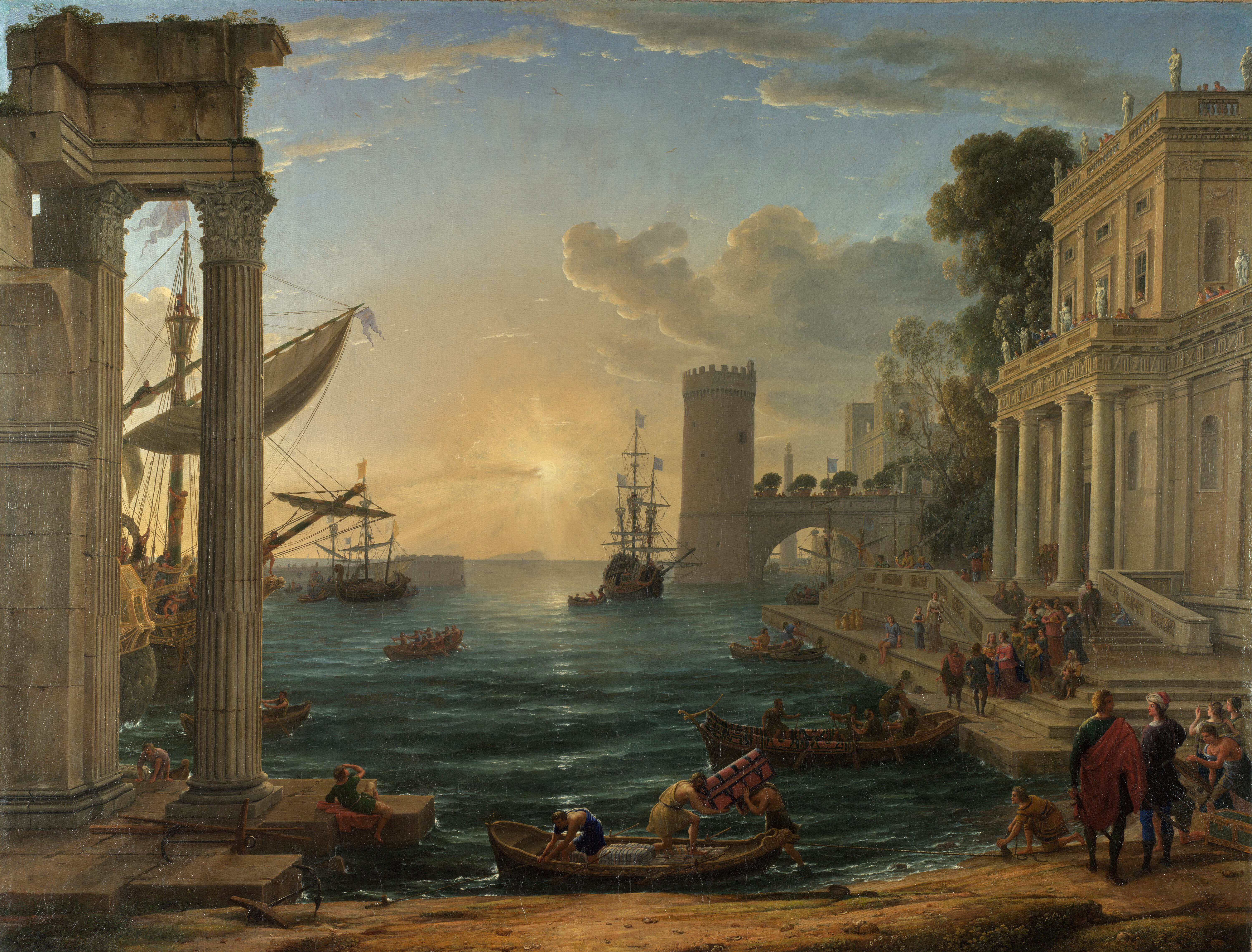
Відплиття цариці Савської, Клод Лоррен, 1648

Незаперечний вплив історичного пейзажу Лоррена «Відплиття цариці Савської», який справив незабутнє враження на Тернера ще в 1799 році. Побачивши це полотно, яке належало лондонському колекціонерові Енгерстайну, художник розплакався. На розпитування господаря Тернер вигукнув: «Це тому, що я ніколи не зможу намалювати щось подібне!». Художник, який вважав «Дідону» своїм шедевром, у першій редакції свого заповіту поставив умову, щоб його тіло загорнули в картину перед тим, як опустити в могилу. Проте Тернер змінив заповіт після зауваження виконавця заповіту, що його воля буде виконана, але тіло відразу виймуть, щоб повернути полотно. Тернер незмінно відповідав відмовою на всі пропозиції продати «Дідону». Він заповідав картину Національній галереї за умови, що вона буде експонуватися поряд з «Відплиттям цариці Савської».
Можливо, що незвичайне світіння сонця, зображене на полотні, — результат спостережень Тернер світлових ефектів, породжених виверженням індонезійського вулкану Тамбора. У квітні 1815 року внаслідок цієї природної катастрофи в атмосферу було викинуто понад 100 кубічних кілометрів попелу. Це викликало зміни клімату на всій планеті, породило нескінченні тумани, а наступний, 1816 рік, став відомий як "рік без літа ".